# Campton
Campton é uma cidade localizada no estado americano de Kentucky, no Condado de Wolfe.

## Demografia
Segundo o censo americano de 2000, a sua população era de 424 habitantes.
Em 2006, foi estimada uma população de 411, um decréscimo de 13 (-3.1%).

## Geografia
De acordo com o United States Census Bureau tem uma área de
2,9 km², dos quais 2,8 km² cobertos por terra e 0,1 km² cobertos por água. Campton localiza-se a aproximadamente 293 m acima do nível do mar.

## Localidades na vizinhança
O diagrama seguinte representa as localidades num raio de 32 km ao redor de Campton.